# Chilandrus
Chilandrus és un gènere d'arnes de la família Crambidae. Conté només una espècie, Chilandrus chrysistes, que es troba a l'Índia (Madras).